# آبشار جئونگ بانگ
آبشار جئونگ بانگ (به لاتین: Jeongbang Waterfall) یک آبشار در کره جنوبی است.